# Vastitas Borealis

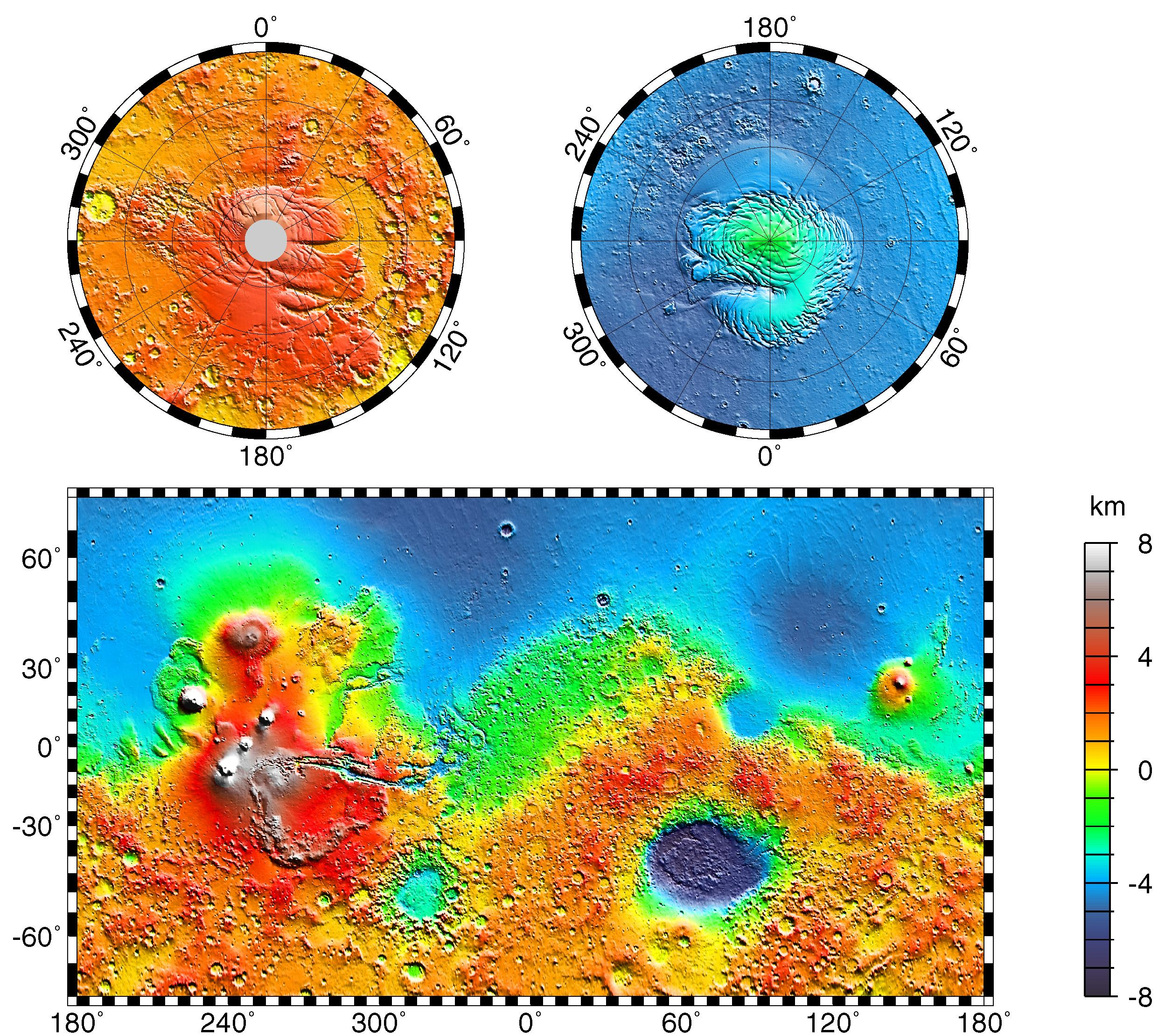
Vastitas Borealis é a extensa área depressiva no topo deste mapa topográfico, representada em azul.

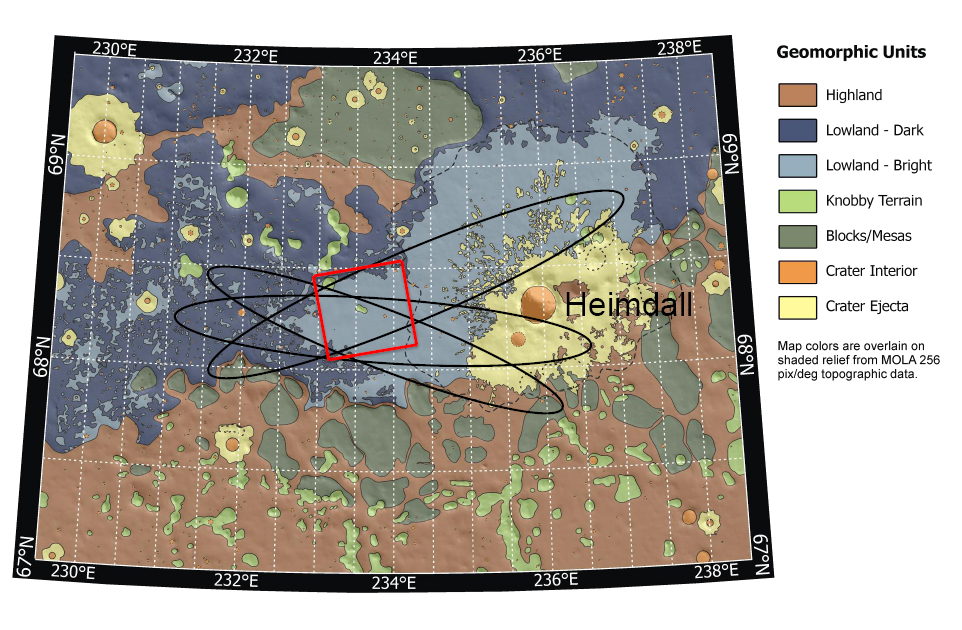
Trajetória elíptica proposta para a Phoenix, em um contexto geológico

Vastitas Borealis (vastitas - em latim vastas planícies; borealis - em latim setentrional) é a maior planície de Marte. Localiza se nas latitudes mais altas do planeta, circundando a região polar. A região de Vastitas Borealis é muitas vezes referida como Planícies setentrionais ou Terras baixas setentrionais de Marte. Essa planície se delimita a 4–5 km abaixo do raio médio do planeta. Ao norte se delimita com o Planum Boreum.
Duas bacias distintas podem ser reconhecidas dentro de Vastitas Borealis: a Bacia Polar Norte e Utopia Planitia. Alguns cientistas têm especulado se essa planície esteve coberta por um oceano em algum momento da história de Marte e supostas linhas litorâneas tem sido propostas como bordas meridionais desse oceano. Hoje essas planícies suavemente acidentadas são marcadas por pequenos cumes, colinas e crateras esparsas. A região de Vastitas Borealis é notoriamente mais plana que áreas topográficas similares no sul.
Em 2005 a sonda Mars Express da Agência Espacial Europeia capturou imagens de uma substancial quantidade de gelo de água numa cratera da região de Vastitas Borealis. As condições ambientais desse local são favoráveis para a estabilidade de gelo de água. Esse gelo foi descoberto após a sublimação da camada superior de gelo seco durante o início do verão no hemisfério norte, acredita se que o gelo de água dessa região permaneça estável durante o ano marciano.
No início de agosto de 2007 a NASA lançou a sonda Phoenix, da qual espera-se uma aterrissagem segura em uma região de Vastitas Borealis informalmente chamada Vale Verde em 25 de Maio de 2008 (no início do verão marciano). A sonda, que permanecerá estacionária, está programada para coletar e analisar amostras de solo a fim de dete(c)tar água e o quão favorável o planeta pode ter sido para a existência de vida. A sonda permanecerá ativa até o resfriamento da região três meses mais tarde.